# Cappella Dal Pozzo
La cappella Dal Pozzo appartiene al Camposanto monumentale di Pisa.
È situata lungo la parete est e prende nome dall'arcivescovo di Pisa Carlo Antonio Dal Pozzo.
Venne aggiunta alla struttura del camposanto nel 1594 ed ha una caratteristica cupola. Al suo interno, sopra l'altare, spicca un dipinto raffigurante San Girolamo. di Aurelio Lomi (1595).
La cappella è collegata al resto del camposanto tramite un portone di legno.
Comunica altresì con l'esterno, qui infatti si trova l'ingresso per i disabili dotato di rampa a norma di legge.
Al suo interno sono raccolti in due armadi appositamente realizzati i reliquiari dell'Opera del Duomo di Pisa.

## Altre immagini

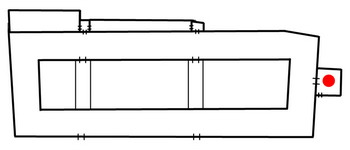
Collocazione della cappella Dal Pozzo nel Camposanto
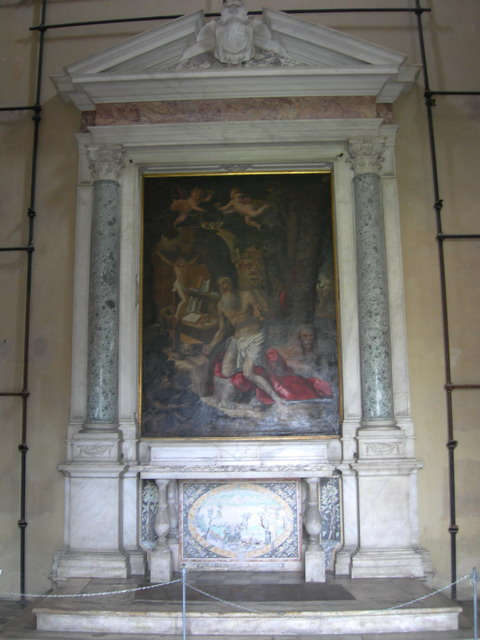
Altare
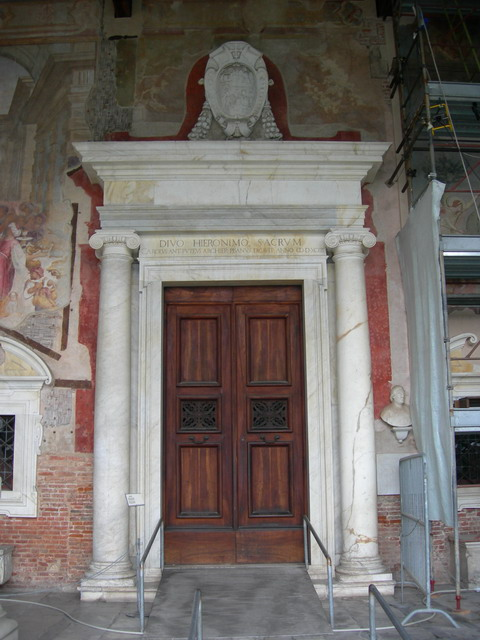
Portale